# Steven R. Mcqueen
Steven R. Mcqueen, född 13 juli 1988 i Los Angeles i Kalifornien, är en amerikansk skådespelare och fotomodell, mest känd för sin roll som Jeremy Gilbert i serien The Vampire Diaries.
McQueen är sonson till skådespelaren Steve McQueen och syssling till sångaren Enrique Iglesias.